# مدیریت بوم‌سازگان

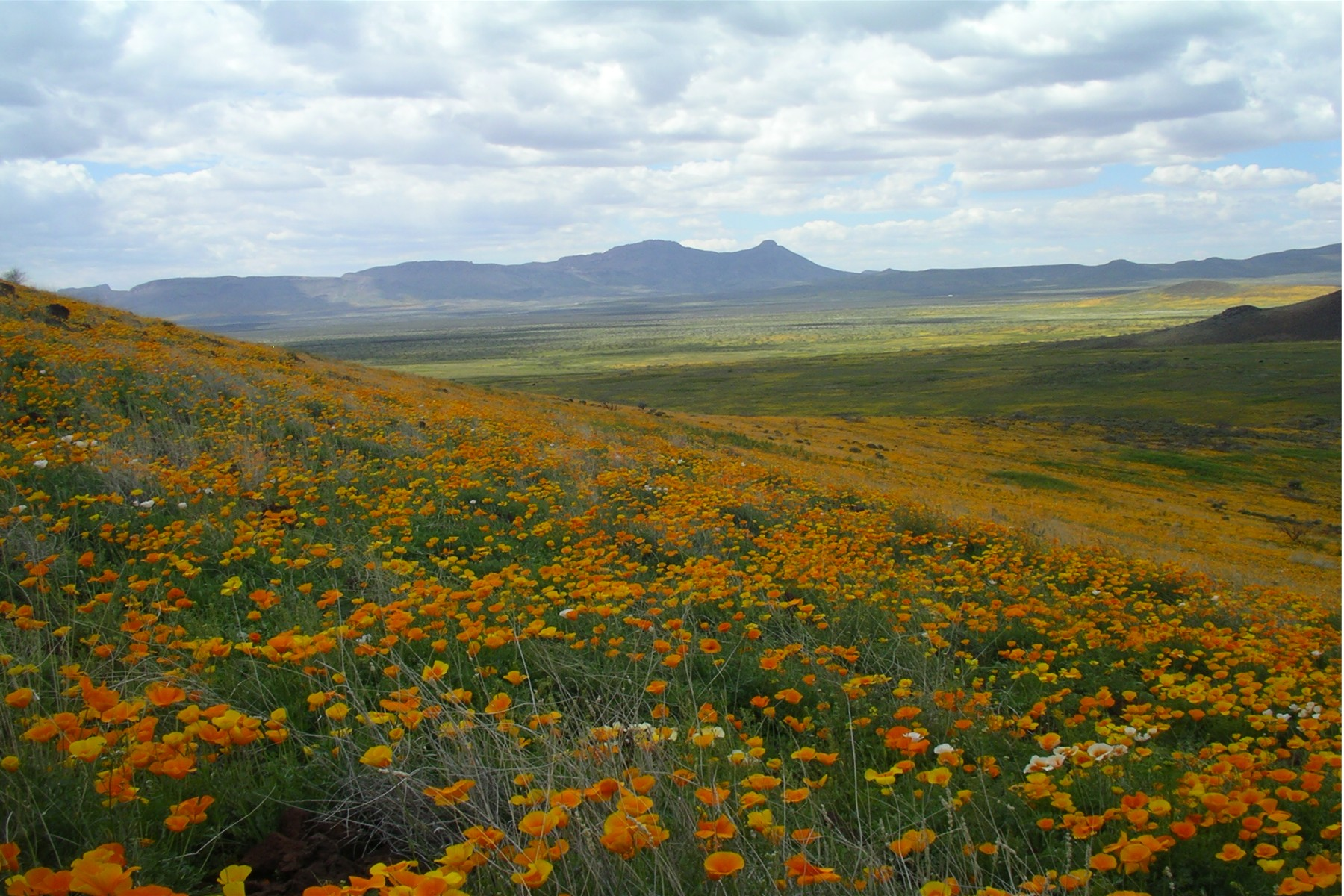
تصمیم‌های مدیریت بوم‌سازگان برای سرزمین‌های مرزی مالپای از طریق مشارکت فعال گروه‌های بهره‌بردار مختلف تعیین شد.

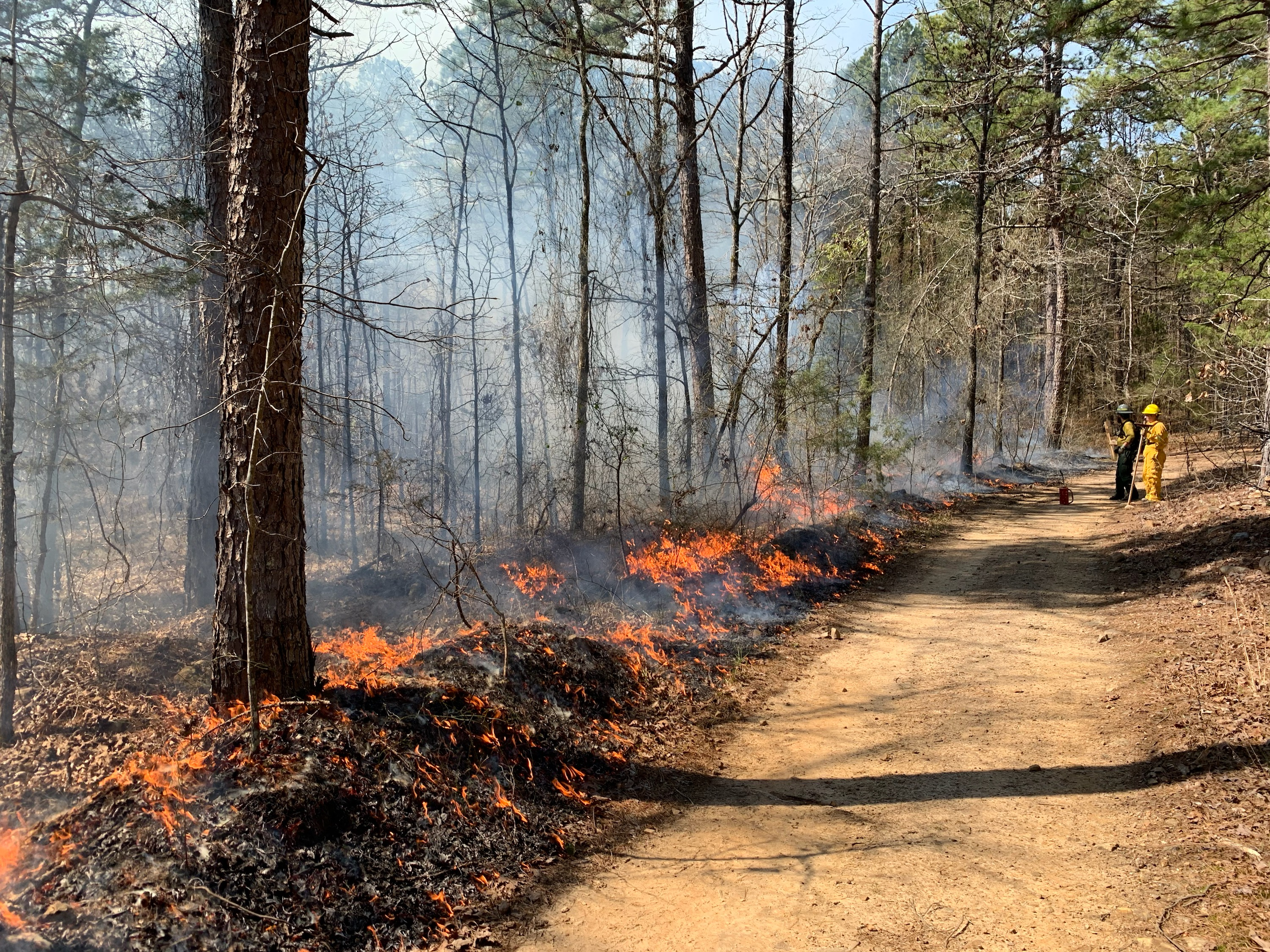
سوزاندن تجویزی تکنیکی است که در مدیریت بوم‌سازگان استفاده می‌شود. این به‌طور غیرمستقیم از طریق حفظ خدمات اکوسیستمی و کاهش آتش‌سوزی‌های شدید به سود جامعه است.

مدیریت بوم‌سازگان یا مدیریت اکوسیستم (به انگلیسی: Ecosystem management) رویکردی به مدیریت منابع طبیعی است که هدف آن تضمین پایداری بلندمدت و تداوم عملکرد و خدمت اکوسیستم در حین برآوردن نیازهای اجتماعی، اقتصادی، سیاسی و فرهنگی است. اگرچه جوامع بومی از رویکردهای مدیریت پایدار بوم‌سازگان برای هزاران سال استفاده کرده‌اند، مدیریت بوم‌سازگان به‌طور رسمی به عنوان یک مفهوم در دهه ۱۹۹۰ از درک فزاینده پیچیدگی بوم‌سازگان‌ها، و همچنین تکیه و تأثیر انسان بر سیستم‌های طبیعی (مانند آشفتگی‌ها، تاب‌آوری بوم‌شناختی) پدیدار شد).